# 라디오 전망대
라디오 전망대는 여수MBC 표준FM(순천시 FM 100.3㎒, 여수시 FM 107.1㎒, 광양시 FM 101.3㎒)에서 평일 저녁 6시 5분부터 7시까지 방송되는 라디오 프로그램이다.

## 기획의도
- 새롭고 젊고 깊이있는 시사 프로그램입니다.

## 코너소개
라디오 전망대는 요일별로 다양한 코너로 구성되어 있다.

### 요일별 코너
- 월 - 뉴스브리핑 (GBS 차범준 편집국장)
- 월 - 오늘의 이슈
- 월 - 도정소식 (전남도청 대변인실 방준 전문경력관)
- 화 - 뉴스브리핑 (전남일보 곽지혜 기자)
- 화 - 언더독 (백성호 광양시의원, 이상우 전 여수시의원, 이복남 순천시의원)
- 화 - 문화산책 (김지연 리포터)
- 수 - 뉴스브리핑 (GBS 차범준 편집국장)
- 수 - 라전 법정 (송하진 변호사, 이겨라 변호사)
- 수 - 칭찬해주세요 (이미지 리포터)
- 목 - 뉴스브리핑 (전남일보 곽지혜 기자)
- 목 - 오늘의 이슈
- 목 - 이번 주 취재기 (김단비 기자)
- 목 - 민원해결사 (이미지 리포터)
- 목 - 이번 주 이 노래 (송유라 아나운서)
- 금 - 뉴스브리핑 (GBS 차범준 편집국장)
- 금 - 민원해결사 (이미지 리포터)
- 금 - YMCA 토론 (여수·순천 YMCA 김대희, 김석 사무총장)

## 같이 보기
- 여수MBC
- MBC 표준FM
- 신장식의 뉴스 하이킥